# 周有才
周有才（1899年—1974年），甘肃礼县人，中华人民共和国政治人物。
担任西北局劳模。周有才农业社主任。1954年，当选第一届全国人民代表大会代表。